# Artona
Artona es un género de polillas de la familia Zygaenidae.

## Especies
- Artona albifascia Leech, 1898
- Artona catoxantha  Hampson, 1892
- Artona celebensis  Jordan, 1908
- Artona chinensis  Leech, 1898
- Artona clathrata  Poujade, 1886
- Artona cuneonotata  Leech, 1898
- Artona dejeani  Oberthür, 1894
- Artona delavayi  Oberthür, 1894
- Artona digitata  Hampson, 1919
- Artona discivitta  Walker, 1854
- Artona flaviciliata  Hampson, 1919
- Artona flavigula  Hampson, 1896
- Artona flavipuncta  Hampson, 1900
- Artona gephyra  Hering, 1936
- Artona hypomelas  Jordan, 1907
- Artona lucasseni  Snellen, 1903
- Artona manza  Alphéraky, 1892
- Artona martini  Efetov, 1997
- Artona microstigma  Jordan, 1907
- Artona phaeoxantha  Hampson, 1919
- Artona pluristrigata  Hampson, 1907
- Artona postalba  Elwes, 1890
- Artona posthyalina  Hampson, 1892
- Artona pulchra  Drury, 1773
- Artona quadrimaculata  Moore, 1879
- Artona quadrisignata  Snellen, 1903
- Artona refulgens  Hampson, 1892
- Artona sieversi  Alphéraky, 1892
- Artona sikkimensis  Elwes, 1890
- Artona superba  Alphéraky, 1897
- Artona sythoffi  Snellen, 1903
- Artona zebra  Elwes, 1890